# Armando Pagella
Armando Pagella (Castelnuovo Scrivia, 1º gennaio 1926 – Novi Ligure, 13 dicembre 2006) è stato un partigiano, sindacalista e politico italiano, sindaco per molti anni di Novi Ligure.

## Biografia
Partecipò molto giovane alla Resistenza, combattendo nel Cuneese.
Dopo la fine della guerra, tornò nell'Alessandrino, dove si impegnò per diversi anni come sindacalista a Tortona e Novi Ligure. Nel 1963, dopo la morte improvvisa del sindaco di Novi Ligure Carlo Acquistapace, fu nominato primo cittadino, restando in carica fino alla metà del 1985.
Iscritto al Partito Comunista Italiano sin dall'immediato dopoguerra, Pagella aderì successivamente al PDS ed ai Democratici di Sinistra.

### Gli anni da Sindaco
Durante i ventitré anni da sindaco di Novi Ligure, Armando Pagella affrontò una serie di sfide inedite per la città: dal boom demografico alla speculazione edilizia, bloccata dal primo Piano Regolatore del 1966, che fu definito da più parti molto innovativo. Grazie al Piano Regolatore fortemente voluto da Pagella, Novi cambiò il proprio volto, con molte iniziative di edilizia economica e popolare. 
Nacquero in quegli anni il quartiere popolare di via Manzoni, il Cipian, venne effettuato il completamento della rete fognaria, si costruiscono asili, scuole elementari, il liceo scientifico, l'istituto tecnico Alessandro Volta. In quegli anni, l'Amministrazione Comunale affrontò anche il problema della vecchia rete di distribuzione del gas, in stato fatiscente, dando vita alla prima Azienda Municipalizzata della Provincia di Alessandria.
Con Pagella Sindaco nacque il Consorzio per la depurazione del torrente Scrivia e, nel 1980, la discarica controllata. Una grande stagione di opere sociali, quella vissuta da Pagella in veste di Sindaco, atte a soddisfare i bisogni primari di una popolazione in rapida crescita.
Dopo il 1985, Pagella è stato Consigliere e poi Assessore della Provincia di Alessandria, ricoprendo inoltre ruoli dirigenziali nell'ambito della sanità locale.
Armando Pagella è morto improvvisamente, all'età di 80 anni, il 13 dicembre del 2006.

## Il Premio Pagella
La Città di Novi Ligure ha istituito, a partire dal 2008, il "Premio Pagella" per le tesi di laurea attinenti all'economia e lo sviluppo economico, la storia e le trasformazioni sociali, l'urbanistica e l'ambiente del territorio del Novese a partire dall'Ottocento.